# Браћа и сестре
„Браћа и сестре“ је југословенски ТВ филм из 1967. године. Режирао га је Иван Хетрих, а сценарио је писао Чедомир Цветковић према роману Ханса Кристијана Бранера.

## Улоге
| Глумац              | Улога         |
| ------------------- | ------------- |
| Миодраг Радовановић | Артур         |
| Олга Савић          | Ирена, сестра |
| Душан Јанићијевић   | Мишел         |
| Рада Ђуричин        | Сестра Агнес  |